# 1868
Het jaar 1868 is het 68e jaar in de 19e eeuw volgens de christelijke jaartelling.

## Gebeurtenissen
januari
- 1 - De spoorlijn Boxtel-Vught wordt in gebruik genomen.
- 3 - In Japan vindt de Meiji-restauratie plaats. Het shogunaat wordt beëindigd, de keizer komt weer aan de macht, en een periode van vernieuwing wordt ingeluid.
- 8 - De shogun van Japan verklaart de restauratie van de keizer illegaal en begint een militaire campagne tegen Kyoto. Dit is het begin van de Boshin-oorlog.
- Het nieuwe Station Peperga op de spoorlijn Arnhem–Leeuwarden wordt in gebruik genomen. Het dient vooral voor de afvoer van rotan meubelen uit Noordwolde.

februari
- 27 - De Britse minister van Binnenlandse Zaken Benjamin Disraeli volgt Lord Derby op als premier.

april
- 8 - In Japan geeft het garnizoen van de Shogun zich over.  De hoofdstad van Japan wordt gewijzigd van Kyoto naar Tokyo.
- 10 tot 13 - Een Britse strafexpeditie tegen keizer Tewodros II van Ethiopië bezet diens paleis in Magdala, brandt de stad plat en gaat er met middeleeuwse kunstschatten vandoor. De keizer pleegt zelfmoord.

mei
- 8 - In een brief hanteert de Hongaarse journalist Kertbeny voor het eerst de neutrale term homoseksualiteit in plaats van het scheldwoord sodomie. Het volgend jaar zal hij naast homoseksualiteit ook de tegenhanger heteroseksualiteit introduceren in twee brochures.
- 31 - De eerste wielerwedstrijd vindt plaats in het Park van Saint-Cloud, bij Parijs. De afstand bedraagt 1200 meter, en de wedstrijd wordt gewonnen door de Brit James Moore. Hij rijdt de wedstrijd op een fiets met rubberen banden[2].

juni
- 1 - De Amerikaanse generaal Sherman sluit vrede met de Dineh, die een stukje van hun leefgebied als reservaat mogen behouden.
- 4 - Beëdiging in Nederland van het liberale kabinet-Van Bosse-Fock.
- 4 - De Belgische frietbakker Madame Fritz kondigt in de Bredasche Courant aan, dat zij op de Bredase kermis patat friet zal verkopen. Voor zover bekend introduceert zij daarmee de gefrituurde aardappelreepjes in Nederland.
- 4 - Bij de steengroeve van Quenast vindt een zware explosie plaats, wanneer een wagen met 1800 pond nitroglycerine uit Duitsland arriveert. Er vallen 10 doden.
- In Mechanics' Institute in Manchester wordt het eerste Trade Unions Congress gehouden.
- Een extreem hete zomer treft delen van West-Europa en er heerst grote droogte. In Utrecht valt er 180 millimeter regen tegenover 375 millimeter normaal. De zomer volgt op een periode van matige zomers. Met 18,4 graden gemiddeld is de zomer van 1868 een van de warmste en droogste zomers van de laatste driehonderd jaar.

juli
- 1 - Voor het eerst rijdt een trein over de nieuwe Kreekrakdam naar Goes. Daarmee is Zuid-Beveland een schiereiland geworden.
- 2 - Eerste uitgave van de Franse krant Le Réveil.
- 4 - De Amerikaanse president Andrew Johnson geeft een generaal pardon aan het officierscorps van de voormalige Geconfedereerde Staten van Amerika.
- 9 - Goedkeuring van het Veertiende amendement van de grondwet van de Verenigde Staten. Dit verplicht de aangesloten staten om hun inwoners gelijke bescherming door de wet te bieden. Elkeen geboren op Amerikaans grondgebied krijgt het staatsburgerschap.
- 22 - De Nederlandse bisschoppen publiceren een herderlijk schrijven over het onderwijs. Ze stellen dat het openbaar onderwijs "met den dag voor de Katholieke jeugd meer en meer onbruikbaar, uiterst gevaarlijk dreigt te worden.' Ze dragen de geestelijkheid op om in hun parochies al het mogelijke te doen om tot de oprichting van eigen scholen te komen.

augustus
- 18 - Ontdekking van het element helium door de Fransman Pierre Janssen en de Engelsman Norman Lockyer, onafhankelijk van elkaar. Beiden bestuderen het licht van de zon tijdens een zonsverduistering die dag, en zien met een spectroscoop een emissielijn van een tot dan toe onbekend element.

oktober
- 1 - Begin van de regering van koning Chulalongkorn van Siam.
- 16 - Oprichting van de troepenmacht in Suriname en de troepenmacht op Curaçao.
- 31 - Op het hoogtepunt van het De Vletteroproer in Rotterdam wordt de populaire Jacob de Vletter door de politie gearresteerd. Hij werd veroordeeld tot tien jaar tuchthuis, maar werd na twee jaar vrijgelaten vanwege zijn slechte gezondheid.

november
- 1 - Ingebruikname van de spoorlijn Utrecht-Waardenburg door de Staat der Nederlanden met daarin de brug over de Lek bij Culemborg, dan met 157 meter de langste enkelvoudige overspanning ter wereld. Exploitant is de Maatschappij tot Exploitatie van Staatsspoorwegen. Tevens ingebruikname van Vught-'s Hertogenbosch.
- 27 - Een legereenheid van de USA richt een bloedbad aan onder het Cheyennevolk van chief Black Kattle, dat zich op het door de overheid aangewezen terrein bevindt. Leden van de Chayenne zouden inwoners van Kansas hebben aangevallen.

december
- 3 - William Ewart Gladstone wordt eerste minister van het Verenigd Koninkrijk. De liberalen hebben de verkiezingen gewonnen op het thema Ierland.
- 10 - In Londen wordt nabij de parlementsgebouwen het eerste verkeerslicht ter wereld in werking gesteld. Het bevat een gaslamp met groen venster en een met rood venster.
- december - Een internationale conferentie waaraan 26 landen deelnemen, komt met de Verklaring van Sint-Petersburg, waarin het gebruik van ontplofbare en ontvlambare projectielen van minder dan vierhonderd gram wordt verboden. Daarmee is het een voorloper van alle verdragen die staten beperkingen in hun oorlogsvoering opleggen.

zonder datum
- Definitieve naamgeving in de nieuwe Haarlemmermeerpolder: Kruisdorp wordt Hoofddorp en Venneperdorp wordt Nieuw-Vennep.
- De Afrikaanse mesvis wordt door Albert Carl Lewis Gotthilf Günther beschreven.

## Muziek
- Max Bruch componeert zijn Vioolconcert nr 1, Opus 26.
- De Noorse pianiste Agathe Backer-Grøndahl debuteert op 17 maart.
- Originele versie van het kinderliedje Ten Little Injuns.
- Richard Wagner schrijft Die Meistersinger von Nürnberg

## Beeldende kunst

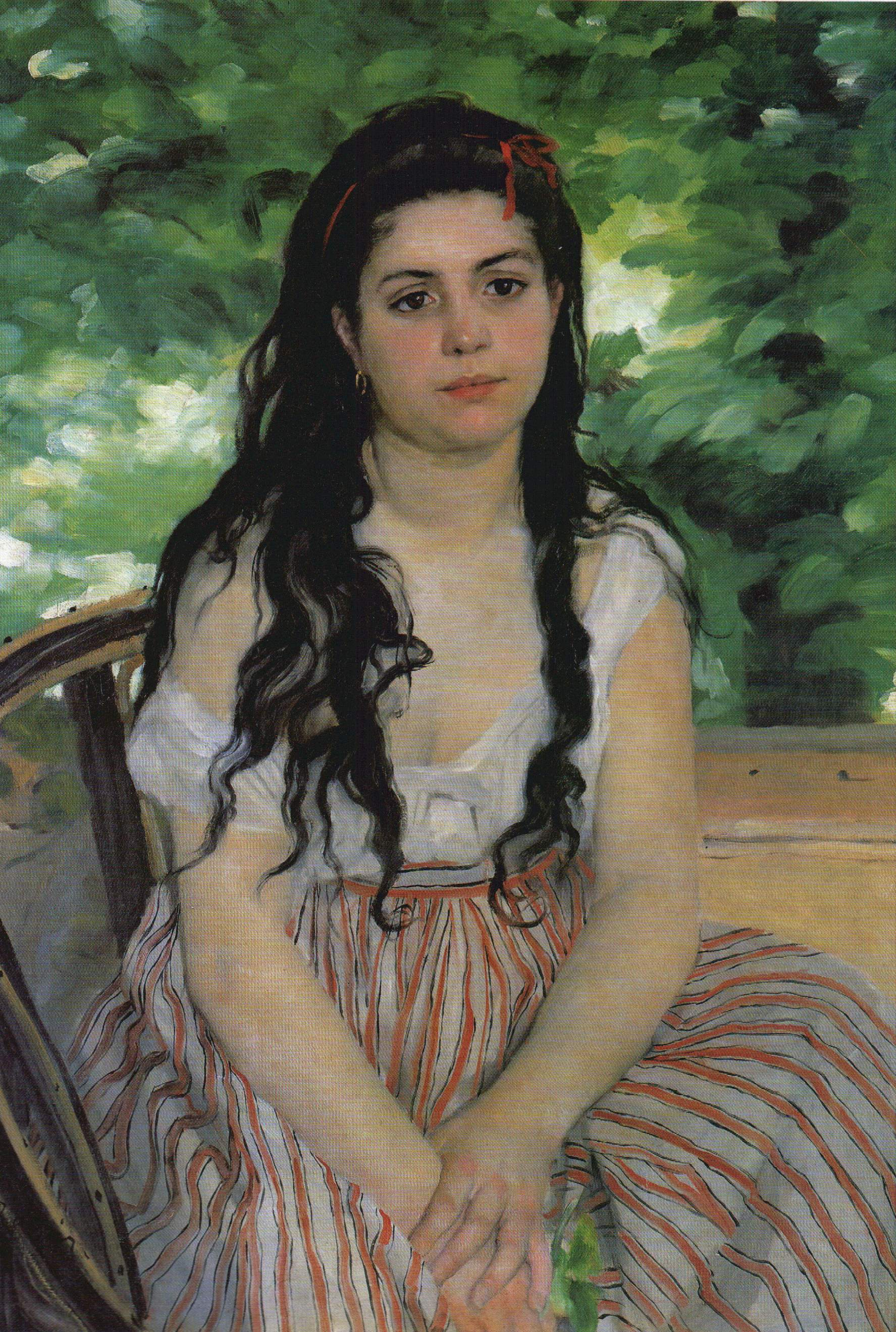
's Zomers (1868) Pierre-Auguste Renoir
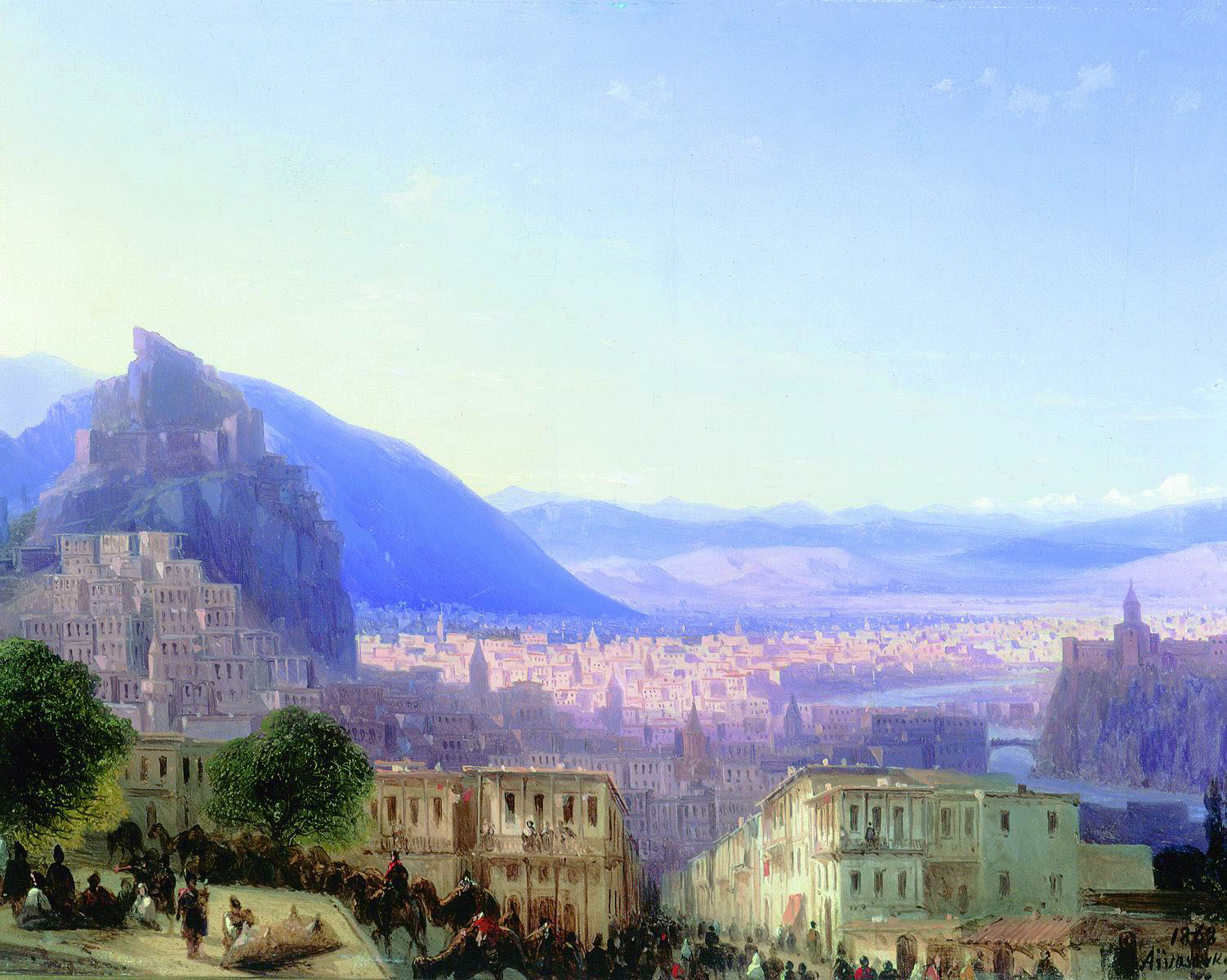
Gezicht op Tbilisi (1868) Ivan Aivazovski
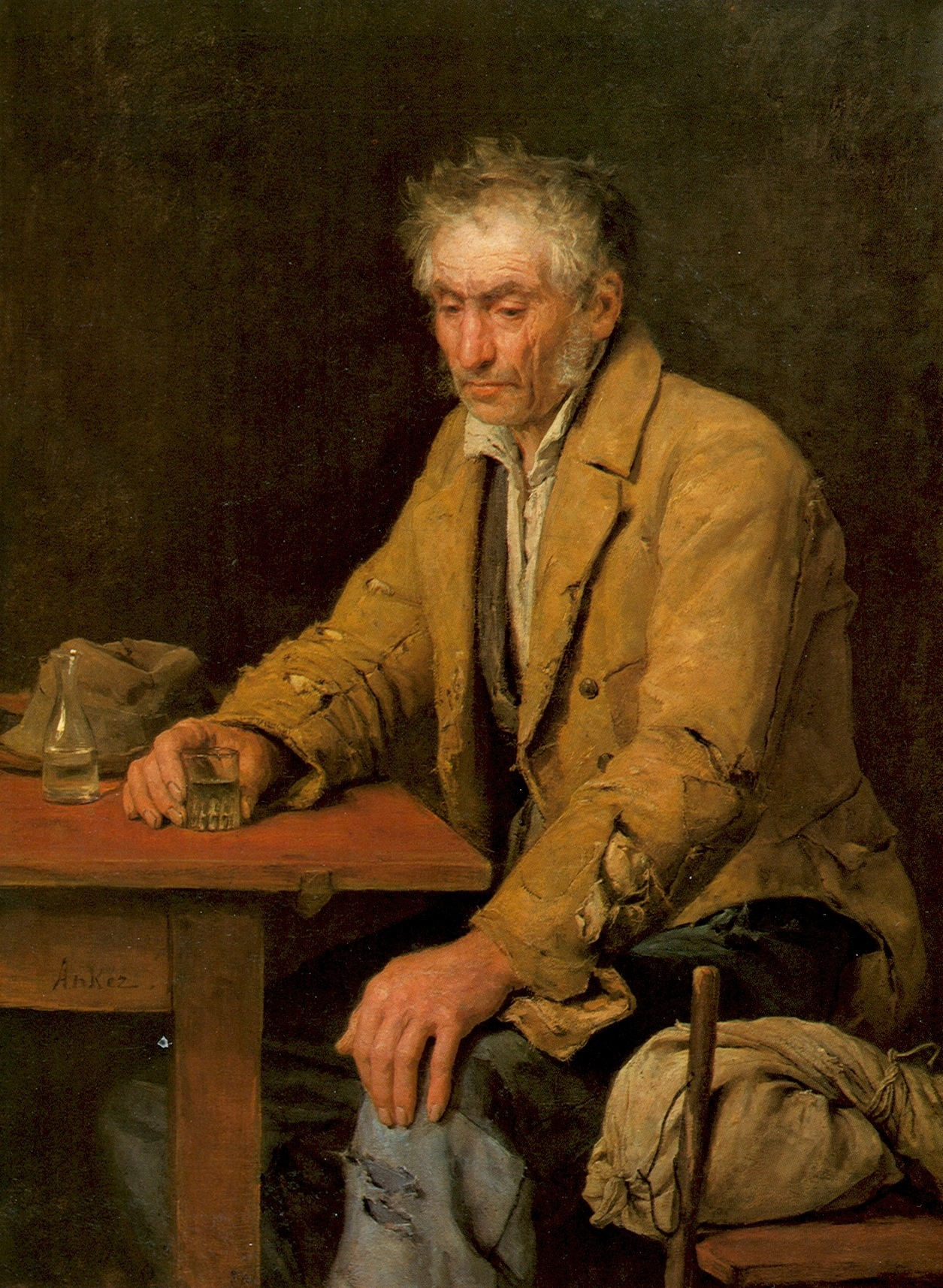
Der Trinker (1868) Albert Anker, Kunstmuseum Bern

## Bouwkunst

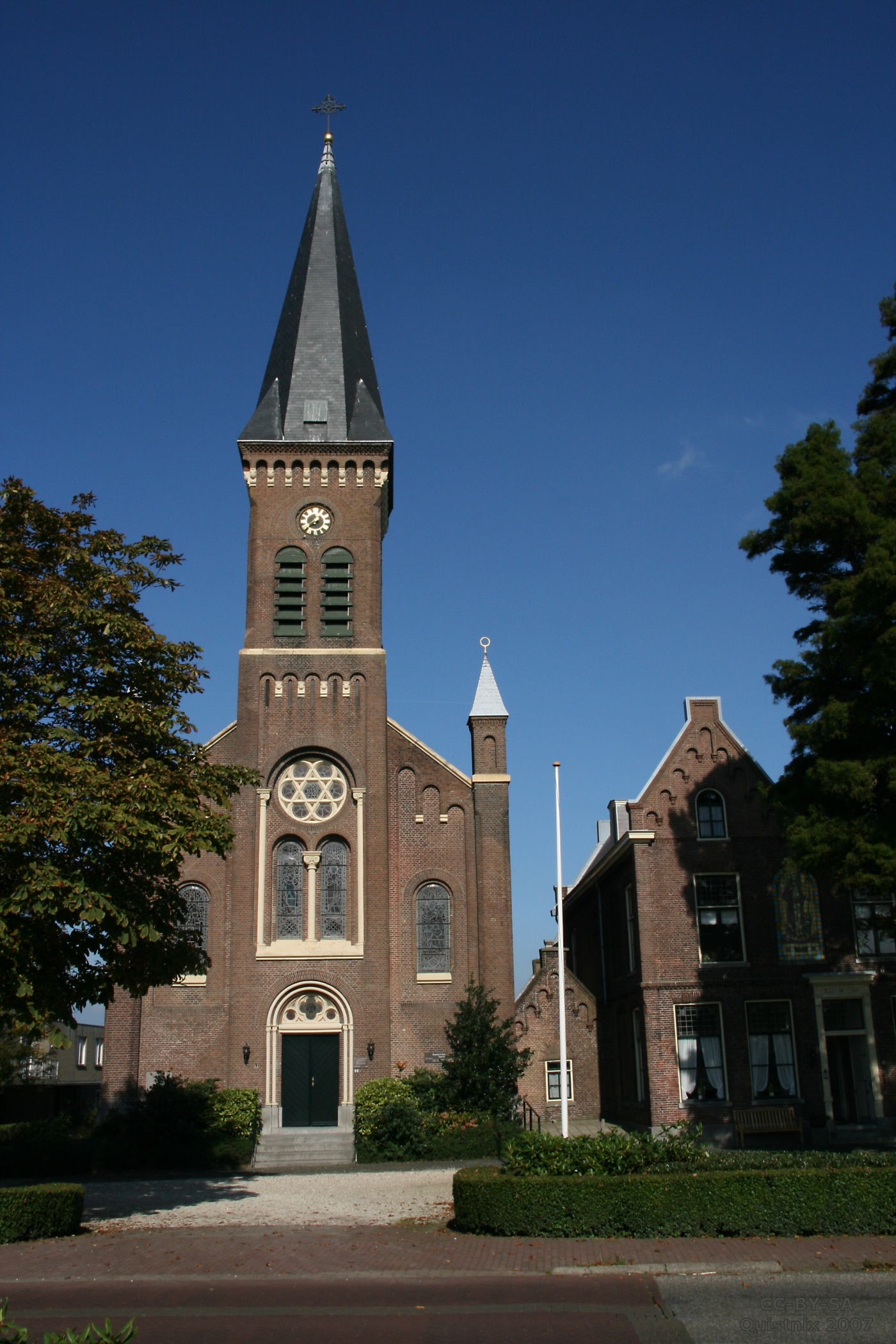
St. Bavokerk, Oud Ade Herman Jan van den Brink
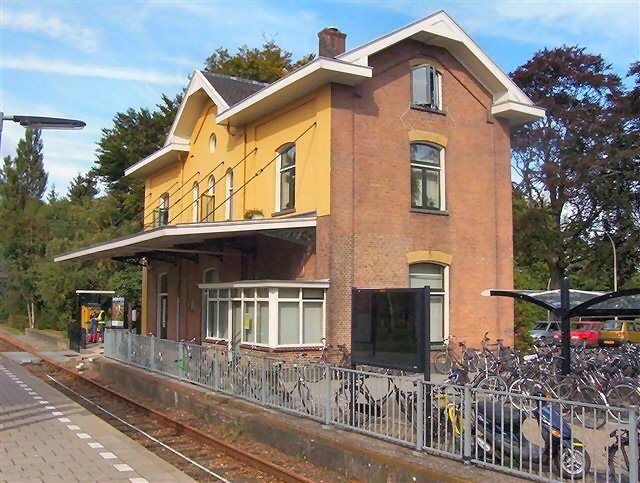
Station Scheemda (1868) K.H. van Brederode
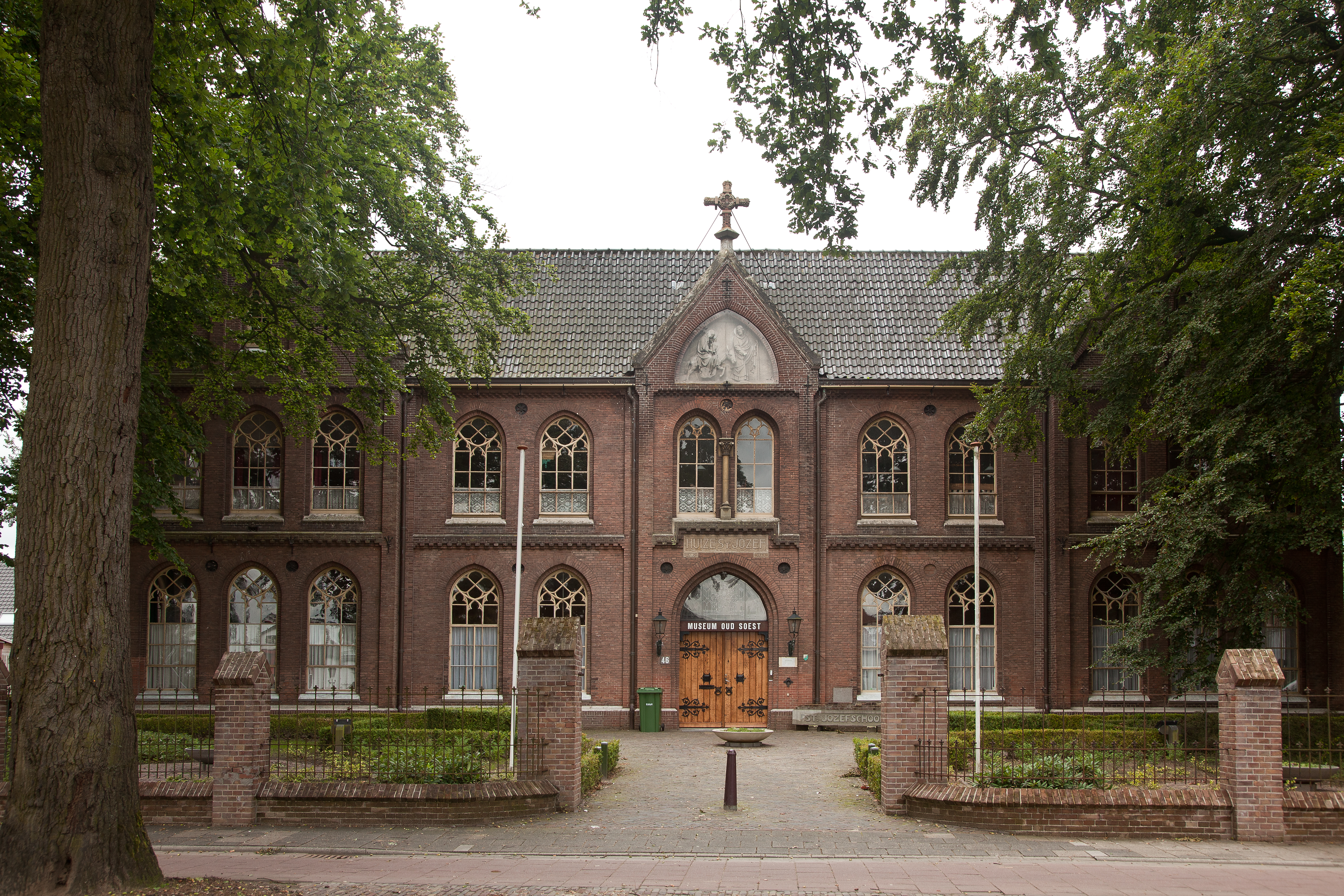
Sint-Josephgesticht, Soest  (1868) A.C. Bleijs

## Geboren
januari
- 2 - Arthur Gore, Brits tennisser (overleden 1928)
- 6 - Vittorio Monti, Italiaans componist (overleden 1922)
- 9 - Søren Sørensen, Deens scheikundige (overleden 1939)
- 18 - Pim Kiderlen, Nederlands wielrenner (overleden 1931)
- 19 - Gustav Meyrink, Oostenrijks schrijver (overleden 1932)

februari
- 22 - Henri Polak, Nederlands vakbondsbestuurder en politicus (overleden 1943)

maart
- 1 - Sophie Chotek, vrouw van aartshertog Frans Ferdinand (overleden 1914)
- 12 - Lammertje Zondag, eerste vrouwelijke topcrimineel van Nederland
- 22 - Robert Millikan, Amerikaans natuurkundige en Nobelprijswinnaar (overleden 1953)
- 23 - Fiddlin' John Carson, Amerikaans hillbilly-fiddler en -zanger (overleden 1945)
- 29 - Obe Postma, Fries dichter (overleden 1963)

april
- 1 - Edmond Rostand, Frans schrijver (overleden 1918)
- 2 - Eduard Jacobs, Nederlands cabaretier (overleden 1914)
- 5 - Ketty Gilsoul-Hoppe, Belgisch kunstenaar (overleden 1939)
- 8 - Werner von Bolton, Duits scheikundige en grondstofwetenschapper (overleden 1912)
- 8 - Federico Caprilli, Italiaans ruiter (overleden 1907)
- 10 - George Arliss, Brits acteur (overleden 1946)
- 18 - Gerrit Jacob Boekenoogen, Nederlands taalkundige (overleden 1930)
- 25 - Ernst Linder, Zweeds ruiter en militair (overleden 1943)

mei
- 6 - Tsaar Nicolaas II, de laatste tsaar van Rusland en de laatste heerser van de Romanov dynastie (overleden 1918)
- 21 - Dina Sanson, eerste vrouwelijke Nederlandse politiebeambte (overleden 1929)

juni
- 7 - Charles Rennie Mackintosh, Schots architect en kunstenaar (overleden 1928)
- 7 - John Sealy Townsend, Iers natuurkundige (overleden 1957)
- 8 - Alice Buysse, Belgisch politica, schrijfster en dierenrechtenactiviste (overleden 1963)
- 14 - Karl Landsteiner, Oostenrijks patholoog en Nobelprijswinnaar (overleden 1943)
- 26 - Jacqueline E. van der Waals, Nederlands dichteres (overleden 1922)
- 29 - George Hale, Amerikaans astronoom (overleden 1938)

juli
- 4 - Henrietta Leavitt, Amerikaans astronoom (overleden 1921)
- 17 - Thorvald Otterstrom, Deens/Amerikaans componist (overleden 1942)
- 19 - Francesco Saverio Nitti, Italiaans politicus (overleden 1953)
- 28 - Harry Blackstaffe, Brits roeier (overleden 1951)

augustus
- 2 - Constantijn I van Griekenland, koning van Griekenland (1913-1917 / 1920-1922) (overleden 1923)
- 6 - Armand Thiéry, Belgisch priester, theoloog en psycholoog (overleden 1955)
- 14 - Aart Jacob Marcusse, hoofdcommissaris van Amsterdam (overleden 1933)
- 15 - Hendrik van der Vegte, Nederlands politicus en minister (overleden 1933)
- 19 - Henri Brutsaert, Belgisch politicus (overleden 1938)
- 21 - Jan Stuyt, Nederlands architect (overleden 1934)
- 24 - Georges Achille-Fould, Frans kunstschilder (overleden 1951)
- 22 - Willis Rodney Whitney, Amerikaans scheikundige (overleden 1958)

september
- 1 - Aaltje Noordewier-Reddingius, Nederlands klassiek zangeres (overleden 1949)
- 4 - Herman Robbers, Nederlands schrijver (overleden 1937)
- 6 - Heinrich Häberlin, Zwitsers politicus (overleden 1947)
- 7 - Margo Scharten-Antink, Nederlands schrijfster (overleden 1957)
- 10 - Tor Aulin, Zweeds componist, dirigent en violist (overleden 1914)

oktober
- 9 - Andries de Maaker, Nederlands architect (overleden 1964)
- 12 - Mariano Trias, Filipijns revolutionair generaal (overleden 1914)
- 13 - Teresa Magbanua, Filipijns revolutionaire (overleden 1947)
- 28 - James Connolly, Amerikaans atleet (overleden 1957)

november
- 9 - Marie Dressler, Canadees actrice (overleden 1934)
- 11 - Édouard Vuillard, Frans kunstschilder (overleden 1940)
- 15 - Margaritte Putsage, Belgisch kunstschilderes (overleden 1946)
- 18 - Agnes Henningsen, Deens auteur en activiste voor seksuele vrijheid (overleden 1962)
- 19 - Gustave-Auguste Ferrié, Frans legerkapitein en radiopionier (overleden 1932)
- 22 - John Nance Garner, Amerikaans Democratisch politicus; vice-president 1933-1941 (overleden 1967)
- 24 - Scott Joplin, Amerikaans pianist en ragtime-componist (overleden 1917)
- 28 - František Drdla, Tsjechisch violist en componist (overleden 1944)
- 28 - Louis Franck, Belgisch politicus (overleden 1937)

december
- 4 - Richard Roland Holst, Nederlands beeldend kunstenaar (overleden 1938)
- 4 - Jacob Vincent, Nederlands beiaardier (overleden 1953)
- 5 - Arnold Sommerfeld, Duits theoretisch natuurkundige (overleden 1951)
- 9 - Fritz Haber, Duits scheikundige en Nobelprijswinnaar (overleden 1934)
- 22 - Jaan Tõnisson, Estisch staatsman (overleden 1941?)
- 25 - Maup Mendels, Nederlands politicus, journalist en advocaat (overleden 1944)
- 28 - Pieter Droogleever Fortuyn, Nederlands politicus (overleden 1938)
- 28 - Marie van Regteren Altena, Nederlands kunstschilderes (overleden 1958)
- 28 - Frank C. Stanley, Amerikaans zanger (overleden 1910)

datum onbekend
- Luther Standing Bear, Lakota indianenleider, schrijver, onderwijzer, filosoof en acteur (geboren in december) (overleden 1939)
- Henri-Emile t'Serstevens (54/55), Belgisch fotograaf (overleden 1933)

## Overleden
januari
- 3 - Moritz Hauptmann (75), Duits componist

februari
- 10 - David Brewster (86), Schots natuurkundige
- 29 - Lodewijk I (81), koning van Beieren (1825-1848)

maart
- 1 - Charles Cooke Hunt (circa 35), Engels ontdekkingsreiziger en landmeter in West-Australië
- 12 - Ernest Doudart de Lagrée (44), Frans zeeman, diplomaat en ontdekkingsreiziger

april
- 24 - Lambert Allard te Winkel (58), Nederlands taalkundige en lexicograaf

mei
- 20 - Gerardus Henri Betz (51), Nederlands politicus
- 22 - Julius Plücker (66), Duits wis- en natuurkundige

juni
- 1 - James Buchanan (77), vijftiende president van de Verenigde Staten
- 14 - Claude Pouillet (77), Frans natuurkundige
- 25 - Carlo Matteucci (57), Italiaans natuurkundige en neurofysioloog

augustus
- 1 - Pierre-Julien Eymard (57), Frans R.K. priester en heilige, stichter van de congregatie der Sacramentijnen
- 11 - Halfdan Kjerulf (62), Noors componist

september
- 9 - Mzilikazi (ca. 72), koning van de Noord-Ndebele

november
- 2 - Carl Henrik Boheman (72), Zweeds entomoloog
- 13 - Gioachino Rossini (76), Italiaans componist

december
- 6 - August Schleicher (47), Duits linguïst
- 24 - Samuel Johannes van den Bergh (52), Nederlands drogist en dichter

datum onbekend
- Eliza Darling (circa 70), Brits kunstenares, filantrope en echtgenote van New South Wales' gouverneur Ralph Darling

## Weerextremen in België
- 6 december: hoogste etmaalgemiddelde temperatuur ooit op deze dag: 12,6 °C en hoogste maximumtemperatuur: 14,6 °C.